# Juniperus taiwaniana
Juniperus taiwaniana là một loài thực vật hạt trần trong họ Cupressaceae. Loài này được Hayata mô tả khoa học đầu tiên..